# Kvertus
Kvertus (Квертус) — українська компанія, що спеціалізується на розробці та виробництві засобів радіоелектронної боротьби (РЕБ) і радіоелектронної розвідки (РЕР). Входить до складу Національної асоціації оборонної промисловості України.

## Загальна інформація
Компанія виробляє обладнання, яке використовується для захисту об'єктів військової, цивільної та критичної інфраструктури.
Заснована у 2017 році. Перші антидронові засоби з'явилися у компанії в тому ж році. Компанія спеціалізується на розробці та виробництві систем радіоелектронної боротьби та розвідки і систем захисту від безпілотних літальних апаратів (БПЛА). 
Компанія Kvertus є одна з вагомих учасників державних тендерів. Подавались 354 рази.
У 2023 році Kvertus та центр підготовки операторів БПЛА «Крук» уклали договір про співпрацю і запуск навчального курсу. Kvertus передасть навчальному центру обладнання для РЕБ власної розробки і виробництва, а також береться його ремонтувати у разі потреби. «Крук» — надасть інструкторів. Тож військові та цивільні зможуть навчитися працювати із засобами «окопної» РЕБ.
В 2023 році компанія здобула нагороду «ВИБІР РОКУ № 1» 2023 у номінації «Розробка та виробництво систем захисту та безпеки (військове та цивільне призначення)».
У 2024 році у компанії спостерігається збільшення частки саме державних закупівель. У 2022 році 80 % продукції Kvertus купували благодійні фонди та бізнес, то зараз 85 % продажів припадають на державні структури, військові частини та місцеві громади.
Kvertus розглядає можливість відновлення експорту своїх систем РЕБ, що може значно збільшити доходи компанії. Однак, на даний момент експорт військової продукції з України обмежений, і для його відновлення потрібне рішення держави.
Компанія активно інвестує у свої розробки, наприклад, у створення системи KVERTUS MS AZIMUTH було закладено $1 000 000.
За даними Мілітарного порталу, в Україні зараз понад 50 виробників працюють саме над системами радіоелектронної боротьби (РЕБ) та радіоелектронної розвідки (РЕР). Проте, Kvertus визнають найбільшою публічною компанією в українській галузі РЕБ. Особливість виробника полягає у тому, що вся лінійка засобів стоїть на озброєнні в ЗСУ, всі вони кодифіковані за стандартами НАТО. Компанія є офіційним постачальником засобів у всі силові структури: ЗСУ, Нацгвардію, Нацполіцію, СБУ, ДПСУ.
15 квітня 2025 року на території виробництва компанії Kvertus, сталася пожежа, що завдала суттєвих збитків.

## Продукція компанії

### Антидронні рушниці
- Квертус AD G-6
- Квертус AD G–6+
- Квертус AD MW

### Портативні пристрої
- Квертус AD Counter FPV F2М30
- Квертус AD Counter FPV
- Квертус AD Hunter

### Рюкзаки
- Квертус AD Counter FPV Backpack F2 M50
- Квертус AD Counter FPV Backpack F3 U
- Квертус AD Counter FPV Backpack
- Квертус AD Kraken Counter FPV F3 M30
- Квертус AD Kraken Counter FPV F4 M50[17]
- Квертус AD Kraken-М
- Квертус AD Kraken–U
- Квертус AD Kraken-Е
- Квертус AD Kraken-А
- Квертус AD Chaos
- Квертус MS Azimuth

### Стаціонарний комплекс РЕБ
- Квертус AD Вепр М50
- Квертус AD Вепр М
- Квертус AD Вепр M100 Counter FPV
- Квертус AD Вепр М100
- Квертус AD Вепр М100 GPS

## Топ-менеджмент компанії
- Ярослав Філімонов — генеральний директор, співвласник[18]. Його зв'язок із Kvertus розпочався у 2020 році, коли він познайомився з Андрієм Знайченком, засновником компанії. Філімонов спочатку став операційним директором, а потім, у травні 2023 року, обійняв посаду генерального директора. До його обов'язків належить управління всіма аспектами бізнесу, включаючи стратегічне планування та розвиток нових технологій. Мав досвід роботи у військовій сфері, служив офіцером-психологом у полку РЕБ, що дало йому розуміння сучасного підходу у сучасних технологіях захисту[19].

- Сергій Скорик — комерційний директор[20], відповідає за комерційні операції та стратегічний розвиток бізнесу. Його робота включає управління продажами, маркетингом і взаємодією з клієнтами. Скорик працює над розширенням клієнтської бази та пошуком можливостей для бізнесу, що включає встановлення партнерських відносин з державними і приватними структурами.

- Знайченко Андрій — засновник і співвласник. У 2013 році був ФОПом та почав імпортувати китайські технологічні прилади. Познайомився з першими прототипами антидронової рушниці в 2015 році, які були схожі на пластиковий автомат з антенами. Але саме вони зародили ідею продукту — компактної портативної антидронової рушниці для потреб України[21].

- Чернюк Олексій — заступник генерального директора. У своїй ролі він бере участь в обговоренні образу українських збройних сил у сучасному середовищі захисту від безпілотників. Він вживає м'яких заходів забезпечення українських засобів РЕБ, особливо в умовах наростаючої загрози з боку російських дронів. Чернюк зазначає, що для виконання цієї вимоги необхідно більше державних замовлень та коштів. В інтерв'ю обговорює нові розробки компанії, включаючи випробування систем РЕБ, які мають підвищити ефективність захисту від дронів. Він наголошує на необхідності системного реагування на протидію безпілотникам, включаючи ідентифікацію та застосування засобів РЕБ. Також говорить про те, що українському виробнику необхідна підтримка на всіх рівнях, щоб успішно конкурувати з виробництвом дронів у росії та забезпечити безпеку країни[22][23].